# Кьево (район)
Кьево (итал. Chievo) — район и исторический пригород Вероны, Италия, с общим населением в 4 500 человек. Расположен в 4 км от центра города, на берегу реки Адидже.

## История
Название района происходит от латинского выражения «clivium mantici», что в буквальном переводе означает «холм волшебного леса».
До прихода римлян на территории нынешнего Кьево обитали многочисленные кельтские племена, представители которых занимались торговлей и скотоводством.
В XII веке в Кьево располагались крепость, церковь и больница. В крепости, в частности, во время своих итальянских походов жил Фридрих I Барбаросса.
В 1450 году церковь была перестроена, в ней появился новый реликварий. В 1892 году специально для храма были отлиты десять новых колоколов, звучащих в традиции веронской колокольной школы. Среди прочих достопримечательностей района следует отметить Форт Кьево, возведенный австрийцами в период с 1850 по 1852 годы как часть оборонительной системы Вероны.

## Спорт
Кьево более всего известен благодаря одноименной футбольной команде, на протяжении долгих лет выступавшей в высшем дивизионе итальянского первенства.
В 2001 году при тренере Луиджи Дельнери команда впервые в своей истории завоевала право играть в Серии А, где в дебютном сезоне сходу стала 5 — й в турнирной таблице.
В августе 2021 года власти Италии инициировали банкротство клуба за злостное уклонение от уплаты налогов. Поиском новых инвесторов для команды занимался экс — игрок «Кьево» Серджо Пеллиссье, однако попытка не увенчалась успехом и коллектив был расформирован.
16 сентября того же года было сообщено, что на основе бывшего клуба основана команда «Кливенсе», заявившаяся для участия в низшем региональном дивизионе.